# Каштеляны брацлавские

Герб Брацлавского воеводства.

Каштелян бра́цлавский — должностное лицо Брацлавского воеводства в Речи Посполитой.
Первоначально управлял Брацлавским замком и исполнял некоторые судебные функции в округе, но к началу XIV века практически утратил влияние.
Брацлавское воеводство имело трёх сенаторов, которыми были:
- воевода брацлавский;
- каштелян брацлавский;
- епископ брацлавские.

Каштелянами брацлавскими были:

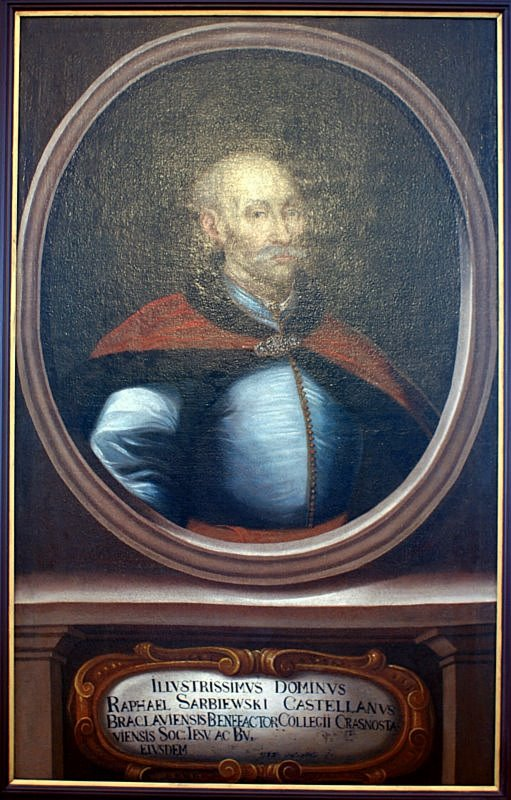
Рафал Сарбевский.

- князь Андрей Тимофеевич Капуста (25.3.1566 — 1571)
- Василий Петрович Загаровский (4.7.1572 — 29.2.1580)
- князь М. А. Вишневецкий (1580 — 15.3.1581)
- Александр Семашко (12.10.1581 — 1597)
- князь Г. Сангушко (1598—1602)
- Н. Семашко (1602—1618)
- князь А. Сангушко (1618)
- Ян Харленский (1619—1625)
- Бартоломей Мадлибовский (?)
- Габрыель Стэмпковский (1638—1662)
- Стефан Стэмпковский (1662—1673)
- Стефан Лядуховский (1673—1675)

- Вацлав Гулевич (1676)
- Геранім Гулевич (?)
- Франтишек Кричинский (1688—1696)
- князь Ян Друцки-Любецкий (1698)

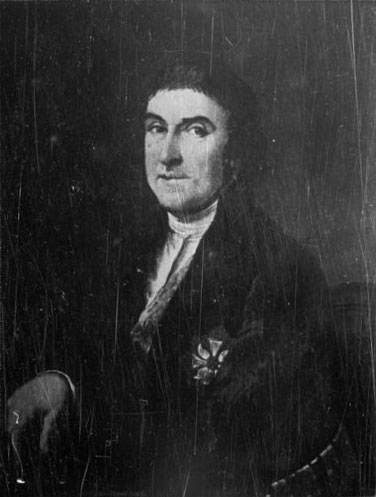
М. Грохольский.

- Франтишек Карытковский (1689—1703)
- Александр Цэтнэр (20.6.1701 — ?)
- Ян Юзеф Менцінский (16.7.1703 — 1709)
- Рафал Сарбевский (7.3.1710 — 1715)
- Кароль Аборский (16.9.1716 — 1799)
- Ян Потоцкий (25.5.1729 — 1744)
- Пётр Браницкий (8.9.1744 — 1761)
- Ян Антоні Чарнецкі (16.3.1762 — 1773)
- Мартин Грохольский (8.8.1774 — 1790)
- князь Антоні Ян Чацьвяртинский (25.10.1790 —)